# 1486 км (платформа)
1486 км — пасажирський залізничний зупинний пункт Кримської дирекції Придніпровської залізниці на лінії Джанкой — Севастополь між станцією Поштова (4 км) та станцією Самохвалове (4 км). Розташований на околиці сіл Севастянівка та Самохвалове Бахчисарайського району Автономної Республіки Крим.

## Пасажирське сполучення
На платформі 1486 км зупиняються приміські електропоїзди сполученням Севастополь — Сімферополь / Євпаторія.